# Bodrogi György
Bodrogi György (Nagyenyed, 1906. június 8. – Budapest, 1984. május 22.) orvos, belgyógyász kardiológus, az orvostudományok doktora (1968).

## Életpályája
Bodrogi János és Bartók Róza fiaként született. Középiskolai tanulmányait a nagyenyedi Bethlen Kollégiumban végezte el. Ezután a budapesti Pázmány Péter Tudományegyetem Orvostudományi Karán szerzett diplomát 1930-ban. Egy évet ösztöndíjjal a párizsi Sorbonne-on tanult (1930–1931). 1930–1940 között a Szent István Kórház belgyógyásza volt. 1940–1949 között a református egyház Lórántffy Zsuzsanna Kórházának igazgatója volt. 1949–1952 között üzemorvosként praktizált. 1952-től az Ifjúsági Szívbeteggondozó Intézet főorvosa volt. 1958–1976 között az Országos Gyermekkardiológiai Intézet igazgatója volt. 1976-ban nyugdíjba vonult.
Doktori disszertációját a mechanographiáról írta. Magyar és külföldi szaklapokban száznál több közleménye jelent meg. Főként mechanographiával foglalkozott. 

## Művei
- A veleszületett betegségek klinikopathológiája (társszerőkkel, Budapest, 1938)
- A phonokardiographia mint az ascultatio kiegészítő módszere (Magyar Belorvosi Archivum, 1963)